# Leiblfing (Gemeinde Pettnau)
Leiblfing ist ein Dorf in der Gemeinde Pettnau im Bezirk Innsbruck-Land im Bundesland Tirol.

## Lage
Der Kirchweiler liegt linksseitig am Inn erhöht am Talrand.

## Kultur und Sehenswürdigkeiten
- Katholische Pfarrkirche Leiblfing hl. Georg